# 108
Het jaar 108 is het 8e jaar in de 2e eeuw volgens de christelijke jaartelling.

## Gebeurtenissen

### Italië
- Keizer Trajanus hervormt het bestuur in Thracië en Pontus et Bithynia. Hij stelt in de provincies een keizerlijke legaat aan.
- In Rome wordt het de gewoonte dat patiënten op medisch consult gaan, in plaats van dat de dokter op huisbezoek gaat.
- Publius Cornelius Tacitus schrijft zijn 12-delig boekwerk de Historiae, een historisch verslag over de geschiedschrijving van het Romeinse Keizerrijk.